# Geranomyia grus
Geranomyia grus là một loài ruồi trong họ Limoniidae. Chúng phân bố ở miền Australasia.